# Кісткове борошно

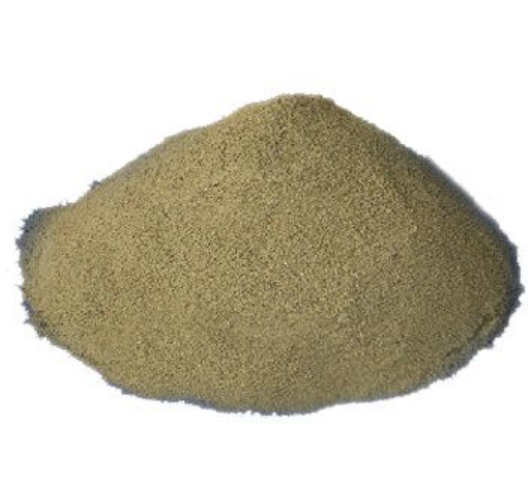
Кісткове борошно

Кісткове борошно (кістяне борошно, кістне борошно) — продукт переробки кісток тварин, використовують як фосфорне добриво (містить 29-34% Р2О5).
Застосовують для діжкових культур (цитрусові, лавровишня) і рослин відкритого ґрунту.
Кісткове борошно складається з органічних (жир і клей — 26-30%) і мінеральних (переважно Ca3(PO4)2  — 58-62%) речовин. 
Кісткове борошно також може використовуватися як багата кальцієм кормова добавка для сільськогосподарських і домашніх тварин.